# Ratolí marsupial de Douglas
El ratolí marsupial de Douglas (Sminthopsis douglasi) és un marsupial de color marró a la part superior i blanc a la part inferior. Té una mida corporal de 100-135 mm, amb una cua de 60-105 mm, fent una mida total de 160-240 cm. Pesa 40-70 grams. Els exemplars sans tenen una cua en forma de pastanaga, plena de reserves de greix.